# Photographie iranienne

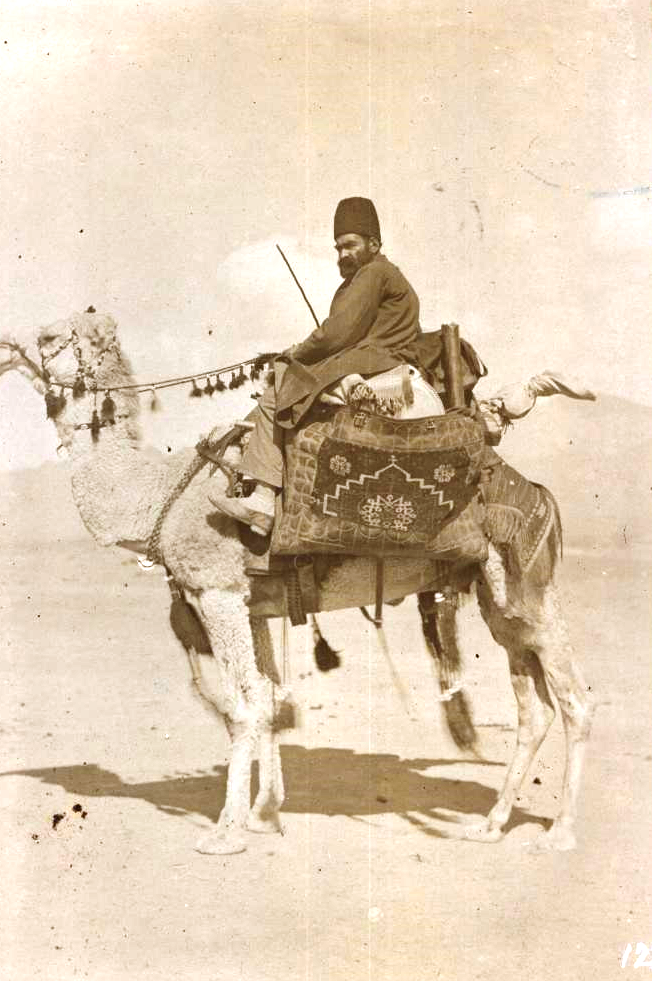
Photo prise par un photographe iranien à l'époque Qajar, vers 1902

La photographie iranienne a plus de 175 ans d'histoire et se trouve être d'une grande richesse. 
De la naissance de la photographie en 1843 jusqu'au début du XXe siècle, la photographie était un art de la cour. Les studios de photographies se développent ensuite et la photographie devient un art répandu. Dans la seconde moitié du 20e siècle, les styles de photographie artistiques et journalistiques font leurs entrées en Iran. Depuis la révolution islamique de 1979 et l'institution de la République Islamique d'Iran la photographie iranienne ne peut pas tout montrer mais elle reste très prolifique.

## Histoire

### Débuts
L’Iran est le seul pays musulman à avoir une histoire photographique traditionnelle si longue. En effet, la première photographie prise dans le pays date de 1843 ou 1844. Le premier cliché serait une photo du Shah pris par le français Jules Richard en 1844 mais d'autres sources expliquent qu'un fils de diplomate russe serait à l'origine de ce premier cliché en 1843 . Ces deux photographes à qui l'on attribue la première photographie iranienne ont tous les deux été importants pour l'histoire de la photographie en Iran. Antoine Sevruguin, fils de diplomate russe est né à Téhéran a par la suite installé un studio de photo à Tabriz. Il devient le photographe de la cour de Mazafar-al-Din Shah et débute la tradition du portrait de cour suivie par la dynastie des Pahlavi. 
Le gouvernement se sert d’emblée de cette nouvelle technologie. Naser-al-Din Shah, roi de la dynastie Qajar se passionne pour la photographie et immortalise son entourage avant de créer une galerie au sein même de son palais. 
Une personnalité importante qui a marqué la photographie iranienne à cette époque est Malek Ghâsse. Né à Tabriz en 1808, il fut désigné pour gouverner la région d'Orumieh au Nord-ouest de l’Iran. Il a influencé la scène artistique iranienne grâce à son gout pour l’art. Après un voyage en Europe, il rentre en Iran en 1849 avec un appareil photo. Il accompagna alors Nâssereddin Shâh dans un campement à Djâdjroud, voyage au cours duquel il prit de nombreux clichés du Shâh. Il devint par la suite le photographe officiel de la cour et immortalisa le roi lors de ses voyages. La majeure partie des photos prises par Ghâssem ont disparu à la suite d’un incendie à son domicile familial en 1979. Malek Ghâssem est aussi célèbre pour son traité sur la photographie qui s’intitule Ketâb-e Fotogerâfi (livre de la photographie) de 14 pages. 
La première photographe iranienne est Ashraf-ol-Saltaneh. Cette femme, né ans l’Ouest du pays était la fille du gouverneur de cette région. Après son mariage en 1871, elle se rend à Téhéran et comme elle n’avait ni enfant ni travail, elle se consacraient à des activités politiques ou culturelles. Son mari E’temâd-ol Saltaneh, qu’elle suivait partout a fait publier de nombreux périodiques. Elle apprit alors la photographie auprès de son cousin et enseigna la photographie aux autres femmes de la cour.

### Démocratisation de la photographie en Iran au20esiècle
Alors qu’elle était utilisée uniquement par le pouvoir, la photographie s’ouvre peu à peu à toute la population iranienne dès le 20e siècle. Grâce à la prolifération de nombreux studios de photographie, de nombreuses cartes postales, souvenirs de famille et photographies d’identité émergent alors. 
La photographie de type artistique débute dans les années 1960. Un nom qui a marqué cette période est Ahmad Ali. Le photojournalisme devient aussi populaire dans ces années là. Anahita Ghabaian Etehadieh, spécialiste de la photographie iranienne explique le phénomène par l’avènement de la guerre Iran-Irak : « La Révolution islamique de 1979, la longue guerre Iran-Irak, la demande des agences étrangères sur des événements au retentissement international, ont fait émerger le photojournalisme, avec notamment Kaveh Golestan et Bahman Jalali. Leur travail, leur enseignement et la création à la fin des années 1980 d'une section photographique à l'université de Téhéran ont fait éclore d'autres talents. Pour la jeune génération, la photo est une soupape dans un pays qui connaît la guerre, les tensions sociales et politiques. Elle permet d'exprimer les difficultés de la vie quotidienne au travers d'images plus intimistes. »

### La photographie contemporaine
Depuis la révolution islamique, la photographie quoique prolifique demeure contrainte en Iran. En effet, les politiques culturelles et économiques restent très strictes et bénéficient d’une attention particulière de la part du régime. Après la révolution de 1979, l’appareil photo sera considérée comme un outil d’espionnage et, au-delà des limitations imposées aux photographes et photojournalistes, peu d’entre eux choisiront d’exercer leur profession. Un grand nombre de photographes se sont donc mis à faire de la photographie artistique dans l’espace privé. De fait, une nouvelle forme de photographie verra le jour puisque, comme le précise la galeriste Anahita Ghabaian, « la photographie iranienne, comme l’individu iranien, a cette caractéristique de ne pas vouloir communiquer un message ou parler d’un sujet frontalement ». Ainsi, la photographie iranienne depuis 1979 reste implicite, ce qui lui donne sa spécificité. Depuis la révolution, de nombreuses galeries se sont installées dans le pays et plus particulièrement à Téhéran. La première galerie dédiée uniquement à la photographie iranienne, la Silk Road Gallery, sera fondée à Téhéran en 2001 par Anahita Ghabaian Etehadieh.  